# Lasse Nielsen (ur. 1987)
Lasse Nielsen (ur. 3 marca 1987) – duński piłkarz występujący na pozycji obrońcy. Wychowanek Næstved BK, w swojej karierze grał także w takich klubach, jak FC Vestsjælland, Odense Boldklub, Lech Poznań, Trelleborgs FF oraz Lyngby BK.

## Sukcesy
Lech Poznań
- Superpuchar Polski: 2016